# Gloriosa (Glocke)

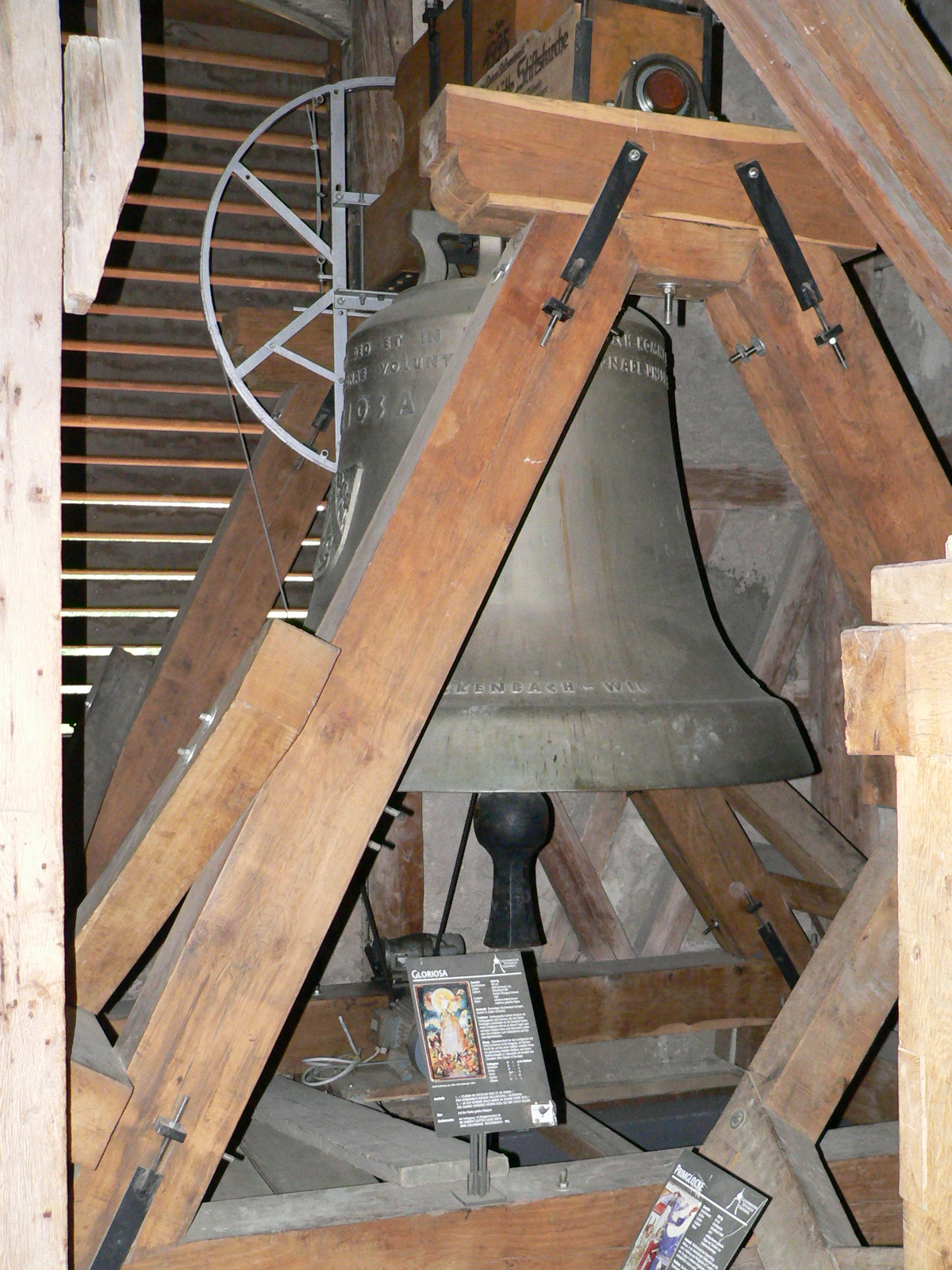
Gloriosa im Glockenmuseum in der Stiftskirche in Herrenberg

Gloriosa (lat. die Ruhmvolle, die Glorreiche) ist ein Name oder eine Bezeichnung für Kirchenglocken, die sich seit dem Mittelalter für einige Glocken findet, meist die größten des Geläuts. Die wenigsten unter ihnen werden inschriftlich Gloriosa genannt.

## Mittelalterliche Glocken mit der BezeichnungGloriosa
| Gussjahr | Gießer               | Ort, Kirche                      | Schlagton | Inschriftlich Gloriosa genannt | Bemerkung |
| 13. Jh.  | unbekannt            | Herforder Münster                | es1       | NAM GLORIOSA VOCOR             | |
| um 1300  | unbekannt            | Andernach, St. Mariä Himmelfahrt | f1        | GLOSA                          | |
| 1345     | unbekannt            | Mühlhausen, Divi Blasii          | h0        | –                              | |
| 1378     | unbekannt            | Zerbst, St. Nicolai              | h0        | –                              | |
| 1433     | Ghert Klinghe        | Bremer Dom                       | h0        | maria gloriosa                 | |
| 1459     | Ghert Klinghe        | Misselwarden, St. Katharinen     | c1        | ?                              | |
| 1468     | Wilken Kruse         | Mölln, St. Nicolai               | b0        | ?                              | |
| 1477     | Theodoricus Reinhard | Leipzig, Thomaskirche            | a0        | gloriosa                       | Diese Gloriosa trägt kunsthistorisch seltene Glocken-Ritzzeichnungen, die Cornelius Gurlitt Nikolaus Eisenberg zugeordnet hat |
| 1484     | Martin Moller        | Frankfurter Dom                  | b0        | gloriosa                       | städtische Uhr- und Ratsglocke, † 1867 Gloriosa (Frankfurter Dom)                                                             |
| 1497     | Gerhard van Wou      | Erfurter Dom                     | e0        | Laude […] gloriosa             | Gloriosa (Erfurter Dom) |

## Neuere Glocken
- St. Maria zur Wiese in Soest (Schlagton h0, gegossen 1856 von Wilhelm Rincker in Westhofen)
- Dom St. Bartholomäus zu Frankfurt (Schlagton e0, gegossen 1877 von Hermann Große), und ihre gleichnamige Vorgängerin (b0, gegossen 1484 von Martin Moller)
- St. Marien, Neuss (Schlagton b0, gegossen 1902 von Glockengießerei Otto in Hemelingen) (Im Ersten Weltkrieg zerstört)
- Erzabtei Sankt Ottilien (Schlagton a0, gegossen 1950 von Karl Czudnochowsky in Erding)
- Ulmer Münster (Schlagton as0, gegossen 1956 von der Gießerei Kurtz in Stuttgart)
- Glockenmuseum in der Stiftskirche Herrenberg (Schlagton b0, gegossen 1965 von Emil Eschmann)
- St. Marien, Neuss (Schlagton as1, gegossen 1985 von Petit & Gebr. Edelbrock in Gescher)
- Stadtkirche Freudenstadt (Schlagton ges0, gegossen 1999 von der Glockengießerei Bachert in Heilbronn)
- Basilika Duderstadt (Schlagton as0, gegossen 2011 von der Gießerei Bachert in Karlsruhe)
- Stift Altenburg (Schlagton h⁰, gegossen 2018 von der Gießerei Bachert in Karlsruhe)